# Oclusiva palatal sorda
La consonant oclusiva palatal sorda és un so que es representa amb el signe [c] a l'AFI.
És present, entre d'altres, en llengües com l'hongarès o el turc; en català només es troba dialectalment.

## Característiques
- És una consonant oclusiva perquè hi ha una interrupció total del pas de l'aire.
- El seu punt d'articulació és palatal, ja que la llengua frega la part central del paladar.
- És sorda perquè no es produeix vibració de les cordes vocals.
- És un so pulmonar egressiu central.

## En català
En català aquest so existeix en determinats parlars de mallorquí. Representa un dels dos al·lòfons del fonema /k/, realitzat [k] en obertura davant vocals posteriors, i [c] davant vocals anteriors, [a] inclosa. També el fonema /k/ es realitza amb el seu al·lòfon [c] en posició final absoluta. Així doncs, es troba aquest so en mots com quinze, camí, casa o mac.
El so [c] no apareix, però, a tota l'àrea geogràfica del mallorquí. És present en el parlar tradicional de Palma i de Manacor, i també a pobles com Sant Llorenç, Felanitx, Santanyí, ses Salines, Algaida, Lloret, Sineu, Sant Joan i Pollença. És un so molt característic, i els pobles on no és propi identifiquen ràpidament els parlants dels pobles veïns per la presència o no d'aquest so. En determinats àmbits, es considera una parla més refinada, i els pobles on és un so propi consideren fins i tot vulgar la realització [k] del fonema /k/ en contextos on és propi de realitzar [c].

## En altres llengües
- El caràcter ť representa aquest so en txec i eslovac. A més, en txec aquest so també es troba en les combinacions ti i tě, i en eslovac en les formes ti i te.
- ķ en letó.
- ть en rus. També la т simple en les següents combinacions: те, тё, ти, тю, тя.
- ty en hongarès.